# كارول موريس
كارول آن لافرن موريس (بالإنجليزية: Carol Morris)‏ (ولدت في 8 أبريل 1936) ممثلة أمريكية، عارضة أزياء وملكة جمال سابقة، ثاني ملكة جمال في الولايات المتحدة تفوز بلقب ملكة جمال الكون في النسخة الخامسة من المسابقة في عام 1956. توجتها ملكة جمال لاكون السابقة هيليفي رومبين ملكة جمال الكون عام 1955 ،

## روابط خارجية
- كارول موريس على موقع IMDb (الإنجليزية)
- كارول موريس على موقع أول موفي (الإنجليزية)
- كارول موريس على موقع قاعدة بيانات الفيلم (الإنجليزية)
- كارول موريس على موقع كينوبويسك (الروسية)
- Miss 2011 - Carol Morris Miss Universe 1956 A Universal International News movie clip.
- كارول موريس في قاعدة بيانات الأفلام على الإنترنت